# Hoa hậu Hoàn vũ 1965
Hoa hậu Hoàn vũ 1965 là cuộc thi Hoa hậu Hoàn vũ lần thứ 14 được tổ chức vào ngày 24 tháng 7 năm 1965 tại Nhà hát Thính phòng Miami Beach ở Miami Beach, Florida, Hoa Kỳ. Cuộc thi có 57 thí sinh tham gia với chiến thắng thuộc về người đẹp Apasra Hongsakula đến từ Thái Lan và được trao vương miện bởi Hoa hậu Hoàn vũ 1964 Corinna Tsopei đến từ Hy Lạp.

## Kết quả

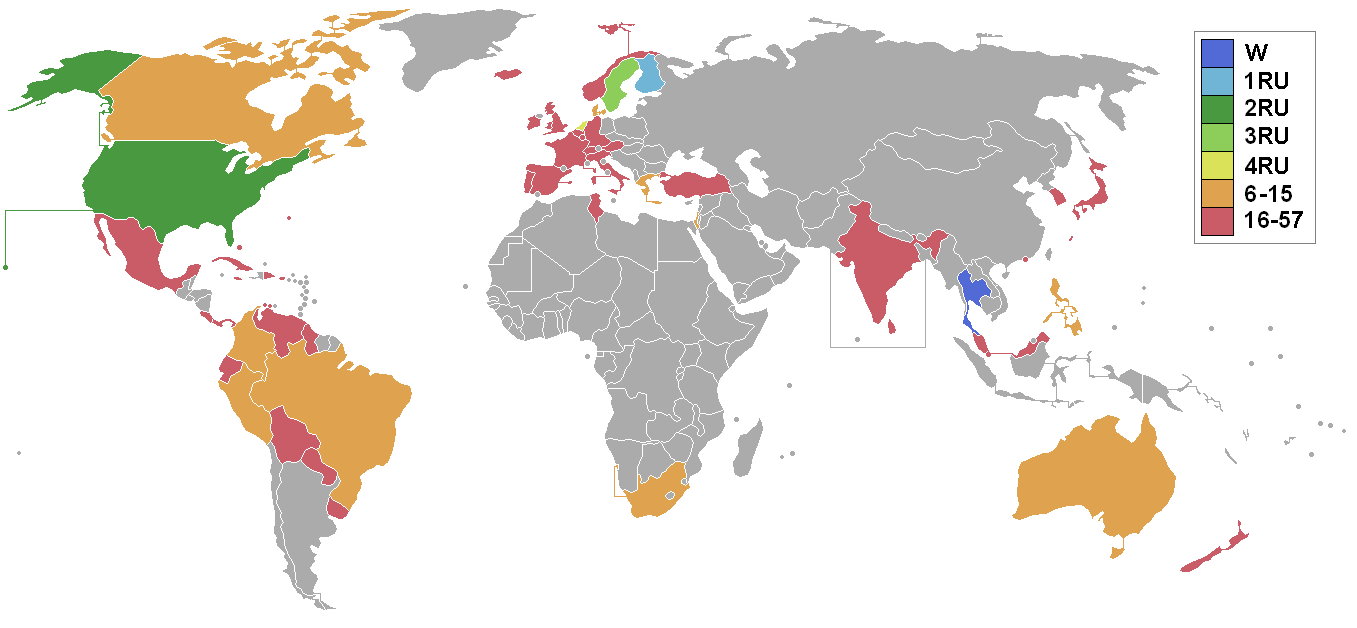
Các quốc gia và vùng lãnh thổ tham gia Hoa hậu Hoàn vũ 1965 và kết quả.

### Thứ hạng
| Kết quả              | Thí sinh |
| -------------------- | --- |
| Hoa hậu Hoàn vũ 1965 | - Thái Lan – Apasra Hongsakula |
| Á hậu 1              | - Phần Lan – Virpi Liisa Miettinen |
| Á hậu 2              | - Hoa Kỳ – Sue Downey |
| Á hậu 3              | - Thụy Điển – Ingrid Norman |
| Á hậu 4              | - Hà Lan – Anja Schuit |
| Top 15               | - Úc – Pauline Verey - Brazil – Maria Andrade - Canada – Carol Ann Tidey - Colombia – María Ocampo - Đan Mạch – Jeannette Christjansen - Hy Lạp – Aspa Theologitou - Israel – Aliza Sedeh - Peru – Frieda Holler - Philippines – Louise Aurelio - Nam Phi – Veronika Prigge |

### Các giải thưởng đặc biệt
| Giải thưởng                 | Thí sinh                     |
| --------------------------- | ---------------------------- |
| Hoa hậu Thân thiện          | - Đức – Ingrid Bethke        |
| Hoa hậu Ảnh                 | - Áo – Karin Ingberg Schmidt |
| Trang phục dân tộc đẹp nhất | - Hoa Kỳ – Sue Downey        |

## Hội đồng giám khảo
Một số giám khảo của cuộc thi:
- Troy Donahue - diễn viên và ca sĩ điện ảnh người Mỹ
- Gladys Zender – Hoa hậu Hoàn vũ 1957 đến từ Peru

## Thí sinh tham gia

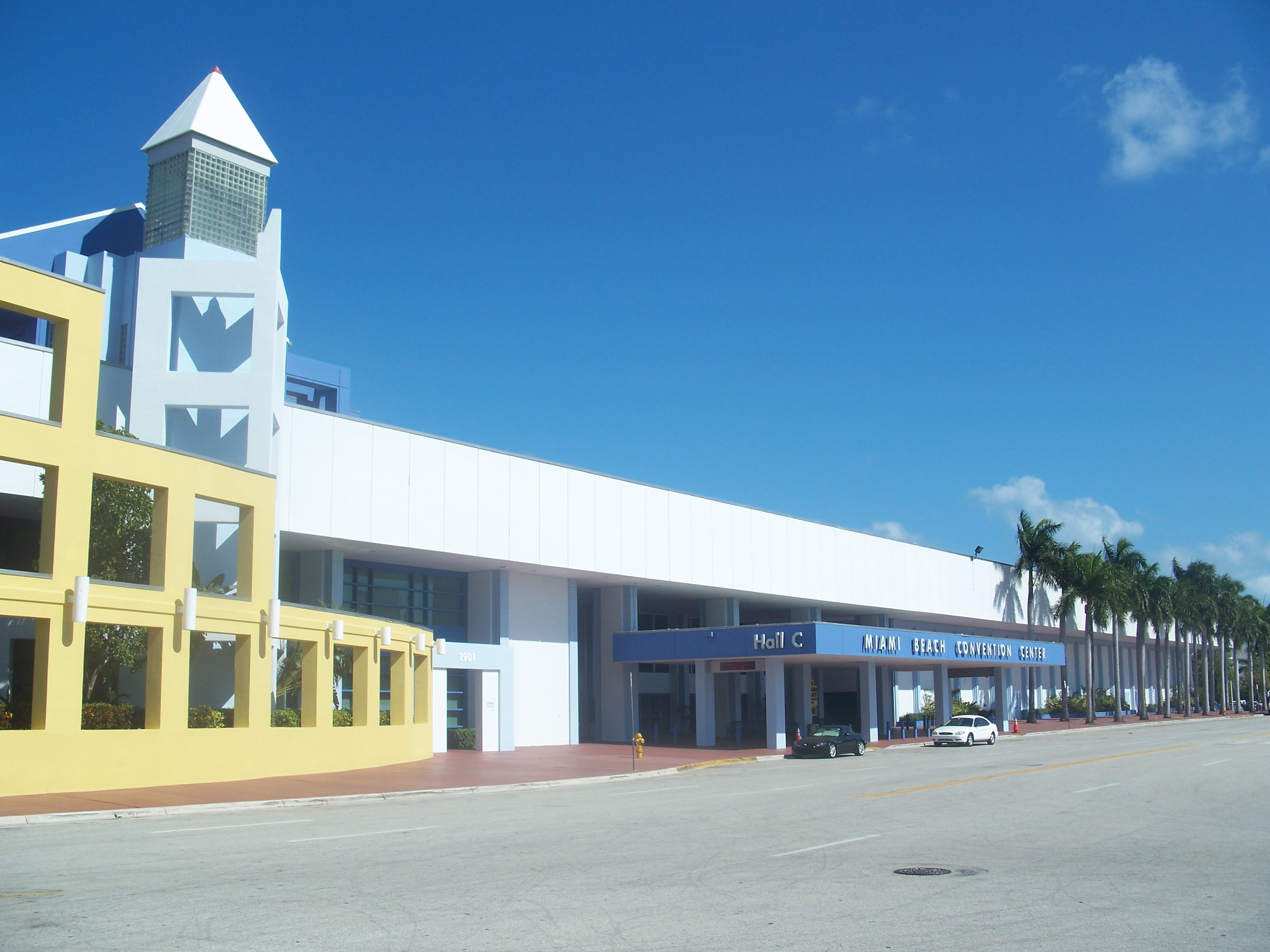
Nhà hát Thính phòng Miami Beach, địa điểm chính thức diễn ra cuộc thi Hoa hậu Hoàn vũ 1965.

Cuộc thi có tổng cộng 57 thí sinh tham gia:
| Quốc gia/Lãnh thổ | Thí sinh                        |
| ----------------- | ------------------------------- |
| Aruba             | Dorinda Croes                   |
| Úc                | Pauline Verey                   |
| Áo                | Karin Ingberg Schmidt           |
| Bahamas           | Janet Thompson                  |
| Bỉ                | Lucy Emilie Nossent             |
| Bermuda           | Sylvia Simons                   |
| Bolivia           | Patricia Estensoro Terazas      |
| Brazil            | Maria Raquel Helena De Andrade  |
| Guiana (Anh)      | Cheryl Viola Cheeng             |
| Canada            | Carol Ann Tidey                 |
| Ceylon            | Shirlene Minerva De Silva       |
| Colombia          | María Victoria Ocampo Gómez     |
| Costa Rica        | Mercedes Pinagal                |
| Cuba              | Alina De Varona                 |
| Curaçao           | Ninfa Elveria Palm              |
| Đan Mạch          | Jeannette Christjansen          |
| Cộng hòa Dominica | Clara Herrera                   |
| Ecuador           | Patricia Susana Ballesteros     |
| Anh               | Jennifer Warren Gurley          |
| Phần Lan          | Virpi Liisa Miettinen           |
| Pháp              | Marie-Therese Tullio            |
| Đức               | Ingrid Bethke                   |
| Hy Lạp            | Aspa Theologitou                |
| Hà Lan            | Anja Christina Maria Schuit     |
| Hồng Kông         | Joy Drake                       |
| Iceland           | Bára Magnúsdóttir               |
| Ấn Độ             | Persis Khambatta †              |
| Ireland           | Anne Elizabeth Neill            |
| Israel            | Aliza Sadeh                     |
| Ý                 | Erika Jorger                    |
| Jamaica           | Virginia Hope Redpath           |
| Nhật Bản          | Mari Katayama                   |
| Hàn Quốc          | Kim Eun-ji                      |
| Luxembourg        | Marie-Anne Geisen               |
| Malaysia          | Patricia Augustus               |
| Mexico            | Juana Jeanine Acosta Cohen      |
| New Zealand       | Gay Lorraine Phelps             |
| Na Uy             | Britt Aaberg                    |
| Okinawa           | Leiko Arakaki                   |
| Panama            | Sonia Inés Ríos †               |
| Paraguay          | Stella Castell Vallet           |
| Peru              | Frieda Holler Figallo           |
| Philippines       | Louise Patricia Vail Aurelio    |
| Bồ Đào Nha        | Maria Do Como Paraiso Sancho    |
| Puerto Rico       | Deborah Danielle Perez          |
| Scotland          | Mary Young                      |
| Nam Phi           | Veronika Edelgarda Hilda Prigge |
| Tây Ban Nha       | Alicia Borras                   |
| Thụy Điển         | Ingrid Norman                   |
| Thụy Sĩ           | Yvette Revelly                  |
| Thái Lan          | Apasra Hongsakula               |
| Tunisia           | Dolly Allouche                  |
| Thổ Nhĩ Kỳ        | Nebahat Çehre                   |
| Uruguay           | Sonia Raquel Gorbarán Barsante  |
| Hoa Kỳ            | Sue Ann Downey                  |
| Venezuela         | María de las Casas              |
| Wales             | Joan Boull                      |

## Chú ý

### Lần đầu tham gia
- Bermuda

### Trở lại
| - Lần cuối tham gia vào năm 1959: - Mexico - Thái Lan | - Lần cuối tham gia vào năm 1962: - Bồ Đào Nha - Lần cuối tham gia vào năm 1963: - Cuba |

### Bỏ cuộc
- Argentina
- Chile
- Grenada
- Nigeria
- Trung Hoa Dân Quốc
- Saint Vincent
- Suriname
- Trinidad và Tobago